# Cultura Arqueológica Báctria–Margiana

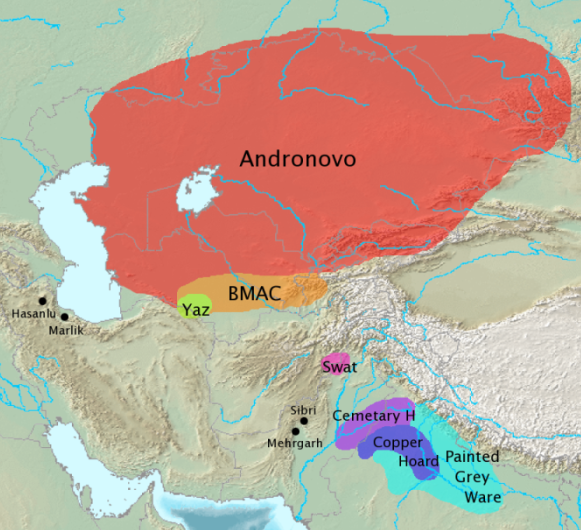
Culturas arqueológicas associadas às migrações indo-iranianas (segundo EIEC). As culturas de Andronovo, CABM e Yaz têm sido frequentemente associadas às migrações indo-iranianas. As culturas das tumbas de Gandara (Swat), do Cemitério H, dos depósitos de cobre e da cerâmica cinza pintada são candidatas a culturas associadas às migrações indo-arianas.

A Cultura Arqueológica Báctria–Margiana (abreviada CABM; em inglês: BMAC) é a designação arqueológica moderna para uma civilização particular da Idade do Bronze Média do sul da Ásia Central, também conhecida como Civilização do Oxo ou civilização báctrio-margiana. A fase urbana da civilização ou Era da Integração, foi datada em 2010 por Sandro Salvatori como c. 2.400–1950 a.C; mas uma visão diferente é sustentada por Nadezhda A. Duvoba e Bertille Lyonnet, c. 2.250–1.700 a.C.
Embora possa ser chamada de "civilização do Oxo", aparentemente centrada no alto Amu Dária (Rio Oxo) na Báctria, a maioria dos locais urbanos da CABM estão na verdade localizados em Margiana (atual Turcomenistão), no delta do rio Murgabe, e na cordilheira Kopet Dagh. Há alguns sítios posteriores (c. 1950 a 1450 a.C.) no norte da Báctria, atualmente conhecido como sul do Uzbequistão, mas são em sua maioria cemitérios pertencentes à cultura de Sapalli relacionada ao CABM. Um único sítio CABM, conhecido como Dashli, fica no sul da Báctria, atual território do norte do Afeganistão. Os sítios encontrados mais a leste, no sudoeste do Tadjiquistão, embora contemporâneos dos principais sítios do CABM em Margiana, são apenas cemitérios, sem nenhum desenvolvimento urbano associado a eles. Devido a descobertas recentes no nordeste do Irã, fazendo com que a civilização se estendesse de lá até o Tadjiquistão correspondendo à região sassânida do Corassam, alguns autores propuseram também nomeá-la "Grande Civilização do Corassam", enquanto Gregory Possehl, de forma mais cultural, prefere o termo "Esfera de Interação da Ásia Central".
A civilização foi nomeada originalmente "complexo arqueológico Báctria–Margiana" pelo arqueólogo soviético Viktor Sarianidi em 1976, durante o período (1969-1979) em que ele estava escavando no norte do Afeganistão. As escavações de Sarianidi a partir do final da década de 1970 revelaram numerosas estruturas monumentais em muitos locais, fortificadas por impressionantes muros e portões. Os relatórios sobre o CABM limitaram-se principalmente aos jornais soviéticos. Um jornalista do The New York Times escreveu em 2001 que, durante os anos da União Soviética, as descobertas eram em grande parte desconhecidas do Ocidente até que o trabalho de Sarianidi começou a ser traduzido na década de 1990. No entanto, algumas publicações de autores soviéticos, como Masson, Sarianidi, Atagarryev e Berdiev, estavam disponíveis para o Ocidente, traduzidas na primeira metade da década de 1970, pouco antes de Sarianidi rotular as descobertas como CABM. A proposta de nomeá-la alternativamente como "civilização do Oxo" foi feita pelo arqueólogo Henri-Paul Francfort.
Imersa numa vasta rede de interação com as culturas desde o Antigo Oriente Próximo até ao Mediterrâneo e Vale do Indo, considera-se que essa civilização prosperou e desapareceu relativamente de forma repentina, deixando grande quantidade de vestígios materiais, mas nenhuma evidência escrita.

## Origem e cronologia
Arqueólogos italianos, como Massimo Vidale e Dennys Frenez, apoiam a hipótese de Sandro Salvatori de que Namazga V é o início da fase urbana definitiva chamada CABM, pertencente à Era da Integração (c. 2.400–1950 a.C.). Por outro lado, os arqueólogos russos e franceses Nadezhda Dubova e Bertille Lyonnet consideram que houve uma lacuna entre o final da fase Namazga III e o início da CABM em Margiana, e que a maioria dos sítios tanto em Margiana como em Báctria foram fundados em solo virgem apenas por volta de 2.250 a.C., durando até 1.700 a.C.

## Etimologia
A região foi inicialmente chamada de Bakhdi em persa antigo, que então formou a satrapia persa de Marguš (talvez do termo sumério Marhasi), cuja capital era Marve, no atual sudeste do Turcomenistão. Foi então chamado de Bāxtriš em persa médio, e Baxl em novo persa. A região também foi mencionada em antigos textos sânscritos como बाह्लीक ou Bāhlīka. O termo moderno Báctria é derivado do grego antigo: Βακτριανή (termo grego romanizado: Baktrianē) (Moderna Balkh), que veio do termo persa antigo.

## Era inicial da produção de alimentos
Há evidências arqueológicas de assentamento no sopé norte bem irrigado do Kopet Dag durante o período Neolítico em Jeitun (ou Djeitun). Nesta região, as casas de tijolos de barro foram ocupadas pela primeira vez durante a Era Primitiva da Produção de Alimentos, também conhecida como Neolítico de Jeitun, de c. 7.200 a 4.600 a.C. Os habitantes eram agricultores originários do sudoeste da Ásia, que mantinham rebanhos de cabras e ovelhas e cultivavam trigo e cevada. Jeitun deu nome a todo o período Neolítico no sopé norte do Kopet Dag. No sítio neolítico tardio de Chagylly Depe, os agricultores cultivavam cada vez mais os tipos de culturas que são tipicamente associadas à irrigação num ambiente árido, como o pão de trigo hexaploide, que se tornou predominante durante o período Calcolítico. Esta região é pontilhada com marcas de vários períodos características do antigo Oriente Próximo, semelhantes àquelas do sudoeste de Kopet Dag na Planície de Gurgã, no Irã.

## Era da Regionalização
A Era da Regionalização começa em Anau IA com uma fase pré-Calcolítica também na região de pé de monte do Kopet Dag, de 4.600 a 4.000 a.C., depois o período Calcolítico se desenvolve de 4.000 a 2.800 a.C. em Namazga I-III, Ilgynly Depe e Altyn Depe. Durante esta Idade do Cobre, a população da região cresceu. O arqueólogo Vadim Mikhaĭlovich Masson, que liderou a Expedição Arqueológica do Complexo do Sul do Turcomenistão de 1946, viu sinais de que as pessoas migraram do centro do Irã para a região nesta época, trazendo metalurgia e outras inovações, mas pensou que os recém-chegados logo se misturaram com os agricultores de Jeitun. (Vadim era filho do arqueólogo Mikhail Masson, que já havia começado a trabalhar nesta mesma área.) Em contraste, uma reescavação de Monjukli Depe em 2010 encontrou uma ruptura distinta na história do assentamento entre o final do Neolítico e o início do Calcolítico.

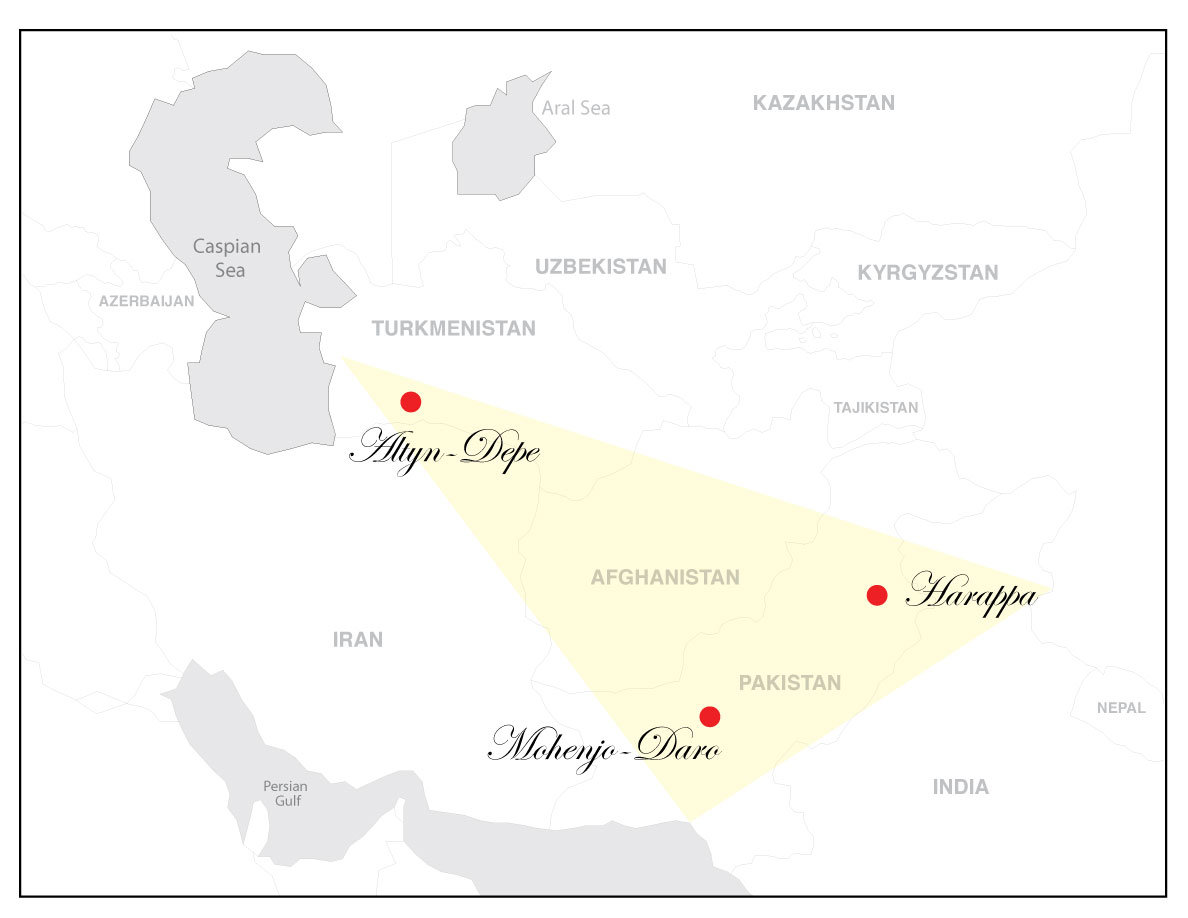
Localização de Altyn-Depe no mapa moderno do Oriente Médio, bem como localização de outras culturas eneolíticas (Harapa e Mohenjo-daro).

Grandes assentamentos calcolíticos surgiram em Kara-Depe e Namazga-Depe. Além disso, havia assentamentos menores em Anau, Dashlyji e Yassy-depe. Assentamentos semelhantes ao nível inicial em Anau também apareceram mais a leste–no antigo delta do rio Tedzen, local do Oásis Geoksiur. Por volta de 3.500 a.C., a unidade cultural da área dividiu-se em dois estilos de cerâmica: colorido no oeste (Anau, Kara-Depe e Namazga-Depe) e mais austero no leste em Altyn-Depe e nos assentamentos do Oásis Geoksiur. Isto pode refletir a formação de dois grupos tribais. Parece que por volta de 3.000 a.C., pessoas de Geoksiur migraram para o delta do Murgabe (onde surgiram pequenos assentamentos dispersos) e chegaram mais a leste até o vale de Zarafexã, na Transoxiana. Em ambas as áreas era usada cerâmica típica de Geoksiur. Na Transoxiana estabeleceram-se em Sarazm, perto de Panjaquente. Ao sul, as camadas de fundação de Shahr-i Shōkhta, na margem do rio Helmande, no sudeste do Irã, continham cerâmica do tipo Altyn-Depe e Geoksiur. Assim, os agricultores do Irã, do Turquemenistão e do Afeganistão estavam ligados por uma série de colônias agrícolas.

## Era da Regionalização Tardia
Na região do Kopet Dag, em Altyn Depe, a fase Namazga III foi duradoura (c. 3.200–2.800 a.C.) e mostrou uma cultura do Calcolítico tardio, no início da Era da Regionalização Tardia. Na Idade do Bronze Inicial, no final da Era da Regionalização Tardia (2.800 a 2.400 a.C.), a cultura dos oásis de Kopet Dag no sítio Altyn-Depe desenvolveu uma sociedade protourbana. Isto corresponde à fase IV em Namazga-Depe. Altyn-Depe já era um grande centro. A cerâmica era girada a roda. Uvas foram cultivadas.

## Era da Integração: Civilização do Oxo
O auge do desenvolvimento urbano foi alcançado na Idade do Bronze Médio, também conhecida como Era da Integração, principalmente em três regiões–sopé do Kopet Dag, Margiana e sul da Báctria–bem como alguns restos de cemitérios recentemente encontrados no sudoeste do Tadjiquistão. Esse período mais dinâmico consiste de cerca de 300 sítios conhecidos. Rica cultura material foi recuperada: por exemplo, ferramentas, armas e objetos cerimoniais de metal e pedra; sinetes; copos de vinho de ouro e prata com representações da vida, como guiando carros de boi ou trabalhando no campo, tocando instrumentos musicais, realizando festins, caças, batalhas.

### Kopet Dag, fase Namazga V
O período urbano da CABM começa na base do Kopet Dag, segundo Massimo Vidale, correspondendo ao nível V de Namazga-Depe (c. 2.400–2.000 a.C.). Namazga Depe atingindo c. 52 hectares e abrigando talvez 17–20.000 habitantes, e Altyn Depe com seu tamanho máximo de c. 25 hectares e 7 a 10.000 habitantes eram as duas grandes cidades do sopé. Considera-se que este desenvolvimento urbano durou, não a partir de 2.400 a.C., mas a partir de c. 2.250 a 1.700 a.C. pela publicação recente de Lyonnet e Dubova.

### Margiana, fase Kelleli
A identificação do primeiro grande assentamento em Margiana foi possível através de escavações em Kelleli 3 e 4, e estes são os sítios-tipo da fase Kelleli. Massimo Vidale (2017) considera que a fase Kelleli foi caracterizada pelo aparecimento dos primeiros compostos palacianos de 2.400 a 2.000 a.C. Kelleli está localizada por volta de 40 km a noroeste de Gonur; apresentando Kelleli 3 com quatro hectares, caracterizado por torres em dupla parede perimetral, quatro entradas iguais e casas no sudoeste do sítio. O assentamento Kelleli 4 tem cerca de três hectares, com as mesmas características em seu muro. Sandro Salvatori (1998) comentou que a fase Kelleli começou um pouco depois do período Namazga V.

### Margiana, fase Gonur
A fase Gonur foi considerada, por Sarianidi, como um movimento para o sul do povo anterior da fase Kelleli. Na antiga região de Margiana, o sítio Gonur Depe é o maior de todos os assentamentos deste período e está localizado no delta do rio Murgabe, no sul do Turcomenistão, com uma área de cerca de 55 hectares. Um complexo fortificado quase elíptico, conhecido como Gonur Norte inclui o chamado "Palácio Monumental", outros edifícios menores, templos e locais rituais, juntamente com a "Necrópole Real", e reservatórios de água, todos datados por arqueólogos italianos de cerca de 2.400 a 1.900 a.C. No entanto, estudiosos franceses e russos como Lyonnet e Dubova datam-no de c. 2.250–1.700 AC.
Em Gonur, foram encontrados, dentre outros, objetos de marfim da civilização do Indo e um selo cilíndrico mesopotâmico: evidência de relações com a Mesopotâmia, que possivelmente chamava o país da CABM de Šimaški (o que é contestado por Michael Guichard, no entanto).

### Sul da Báctria
No sul da Báctria, norte do Afeganistão, o sítio Dashly 3 é considerado também como sendo de ocupação da Idade do Bronze Média à Idade do Bronze Tardia (2.300–1.700 a.C.), mas seu início é provavelmente posterior a 2.300 a.C., embora anterior a 2.000 a.C., se forem levadas em consideração novas datações para CABM de Lyonnet e Dubova. O antigo complexo Dashly 3, às vezes identificado como um palácio, é um complexo retangular fortificado de 88 m x 84 m. O edifício quadrado tinha enormes paredes exteriores duplas e no meio de cada parede havia uma saliência protuberante composta por um corredor em forma de T flanqueado por dois corredores em forma de L.

### Sudoeste do Tadjiquistão
Novas pesquisas arqueológicas encontraram recentemente em três cemitérios antigos no sudoeste do Tadjiquistão, chamados Farcor, Gelot (no distrito de Kulob) e Darnajchi, cerâmicas influenciadas pelo período de transição Namazga IV e Namazga V do início à Idade Média do Bronze, o que pode sugerir a presença de habitantes da CABM desta região anteriormente considerados fora do seu afluxo. O túmulo N6-13 de Gelot foi datado de 2203–2036 cal a.C. (2 sigma), e o túmulo de Darnajchi N2-2 como 2456–2140 cal a.C. (2 sigma). O cemitério de Farcor está localizado na margem direita do rio Panje, muito perto do sítio da civilização do Indo, Shortughai.

## Fase pós-urbana e colapso
Henri-Paul Francfort delimita a fase "pós-urbana" entre 1.700 e 1.500 a.C., constituída pelo período Takhirbaj em Margiana, os períodos Kuzali, Mollali e Bustan no norte da Báctria e a fase Namazga VI em Kopet Dag. Nela, a arquitetura continua por um período muito limitado e objetos característicos da fase madura, como sinetes e cabeças de machado, desaparecem. Objetos valiosos e inacabados deixados em complexos urbanos são evidência de que eles foram abandonados repentinamente, e muitos estudiosos especularam que uma seca por volta de 1.750 a.C. foi a causa principal de um "colapso" da civilização.
Porém Élise Luneau considera que as novas evidências paleoambientais não permitem uma correlação do declínio sociocultural a uma mudança climática drástica. A civilização do Oxo já havia enfrentado uma fase de aridez em sua fase inicial, enquanto no período final os indicativos apontam para um clima mais estável e úmido. É provável que tenha havido uma convergência de múltiplas causas, não se descartando necessárias adaptações ambientais a longo prazo, mas considerando-se, por exemplo, o intercâmbio com outros povos em mobilização intensificada como um fator mais impactante para o surgimento de inovações culturais. O resultado que se verificou foram transformações socioculturais que levaram ao desaparecimento das características da civilização do Oxo no início da Era do Ferro, como: desaparecimento da arquitetura monumental e de expressões típicas de figuras mitológicas; mudança de itens e diversificação de práticas funerárias; menos homogeneidade cultural; maior contato com culturas móveis (provavelmente da cultura de Andronovo) e maior mobilidade econômica.

## Cultura material

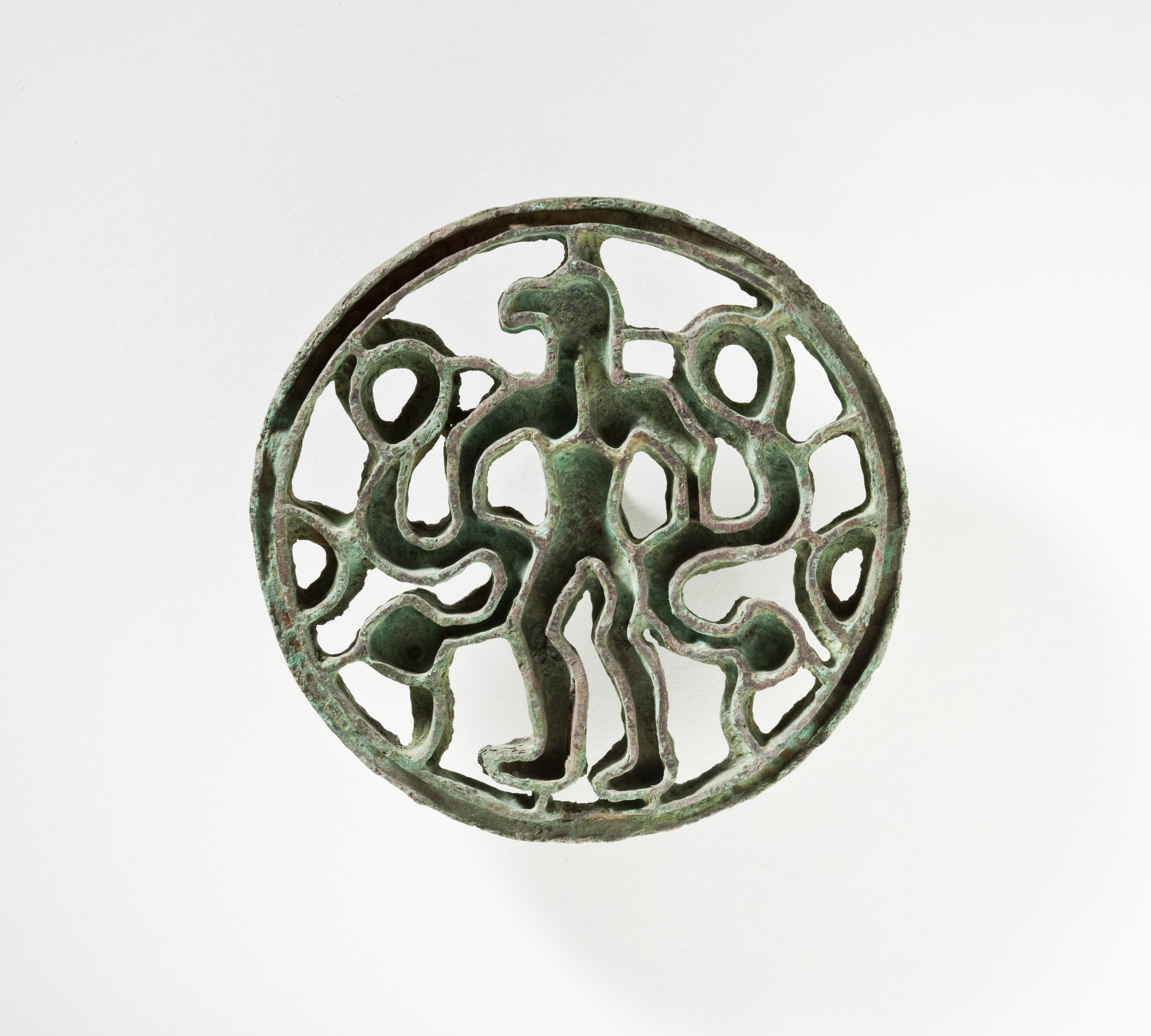
Homem com cabeça de pássaro e cobras; 2.000–1.500 a.C.; bronze; 7.30 cm; do Norte do Afeganistão; Museu de Arte do Condado de Los Angeles (EUA)

### Agricultura e economia
Os habitantes da CABM eram pessoas sedentárias que praticavam o cultivo irrigado de trigo e cevada. Com sua impressionante cultura material, incluindo arquitetura monumental, ferramentas de bronze, cerâmica e joias de pedras semipreciosas, o complexo exibe muitas das marcas da civilização. O complexo pode ser comparado aos assentamentos protourbanos na bacia de Helmande, em Mundigak, no oeste do Afeganistão, e Shahr-e Sukhteh, no leste do Irã, ou em Harapa e Mohenjo-daro, no Vale do Indo.
Modelos de carroça de duas rodas de c. 3000 a.C. encontrados em Altyn-Depe são as primeiras evidências de transporte sobre rodas na Ásia Central, embora modelos de rodas tenham surgido de contextos possivelmente um pouco anteriores. A julgar pelo tipo de arreio, as carroças eram inicialmente puxadas por bois ou touro. No entanto, os camelos foram domesticados dentro da CABM. Um modelo de carroça puxada por camelo de c. 2.200 a.C. foi encontrado em Altyn-Depe.

### Arte
Diversos animais são representados em sinetes e outros objetos, incluindo a águia, cobra, escorpião, cabra, camelo, javali e leão. Figuras humanas e estatuetas (provavelmente de divindades femininas) são vestidas com gaunacas. A joalheria é feita com pedras semipreciosas como lápis-lazúli e turquesa. Pierre Amiet considera que a iconografia é "transelamita", em última instância remetendo à arte protoelamita. Muitos motivos são considerados por Annie Caubet como já presentes anteriormente na esfera sírio-mesopotâmica, e paralelos com as culturas do Indo ou até do Mediterrâneo podem ser explicados por interações comerciais ou outras. Elena Antonova, por sua vez, considera que várias de suas características, como motivos em sinetes, decorações em cerâmica e figuras antropomórficas, fornecem evidência de que houve alguma continuidade da cultura Anau-Namazga (Era da Regionalização).

Objetos de cerâmica e de metal, incluindo itens de prestígio como sinetes e atributos de poder, são mais encontrados em maior quantidade em tumbas femininas, indicando que as mulheres podiam ter um alto prestígio social.

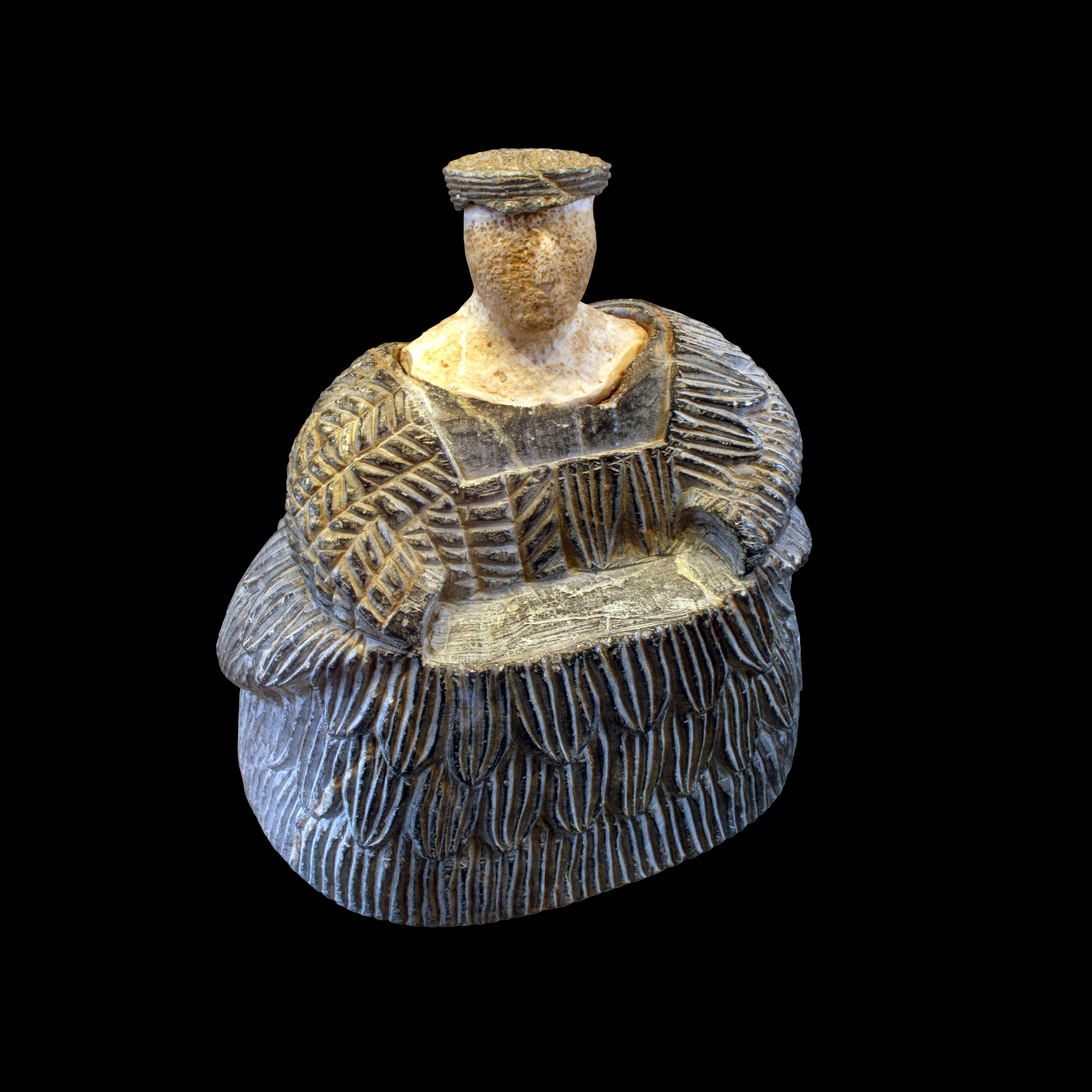
Figura feminina; entre III e II milênio a.C. clorite e calcário; 17.3 cm x 16.1 cm. Louvre.
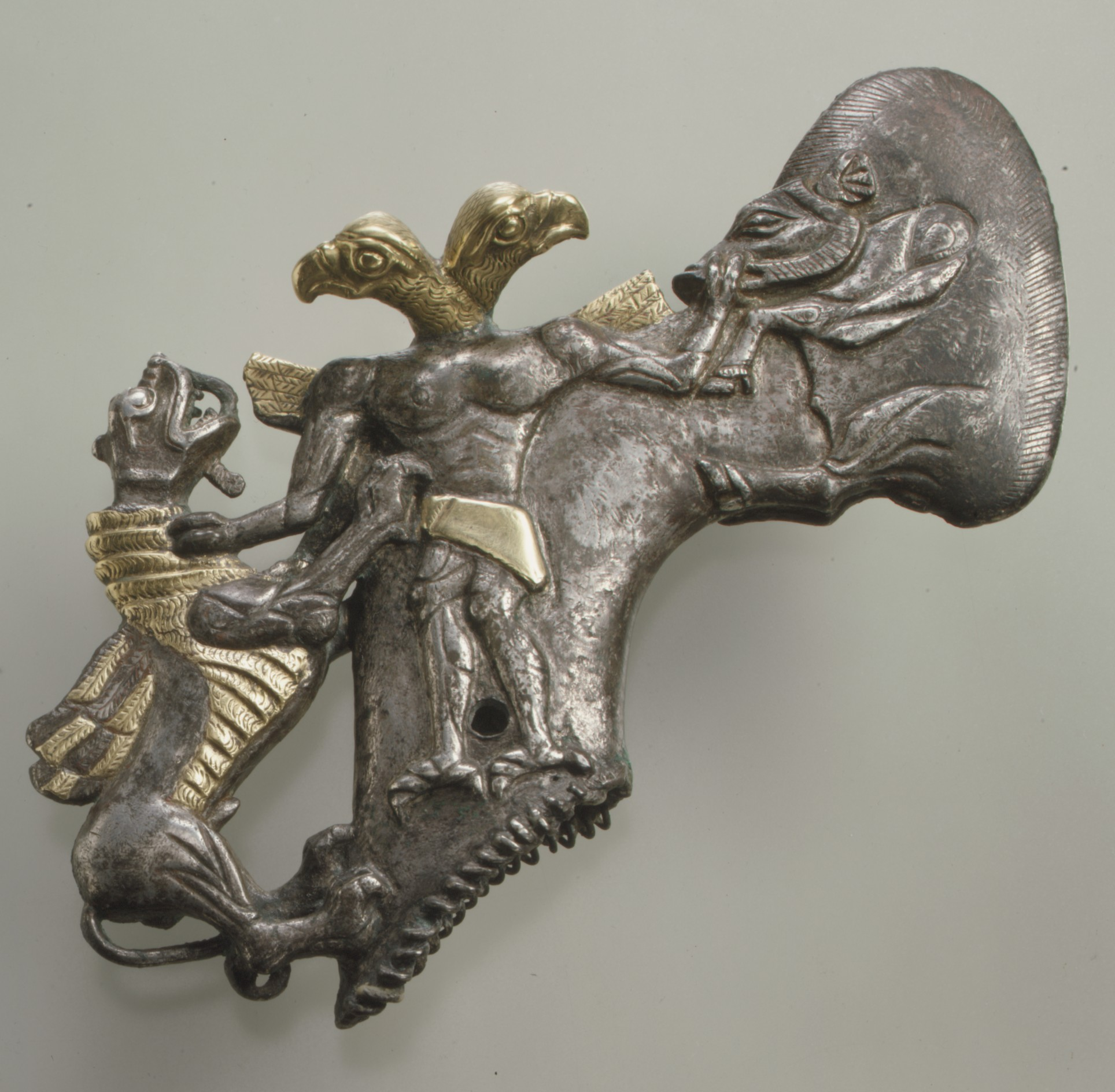
Machado, contendo ser teriantrópico com dupla cabeça de águia e animais; final do III milênio-início do II milênio a.C.; prata; 15 cm; Museu Metropolitano de Arte.
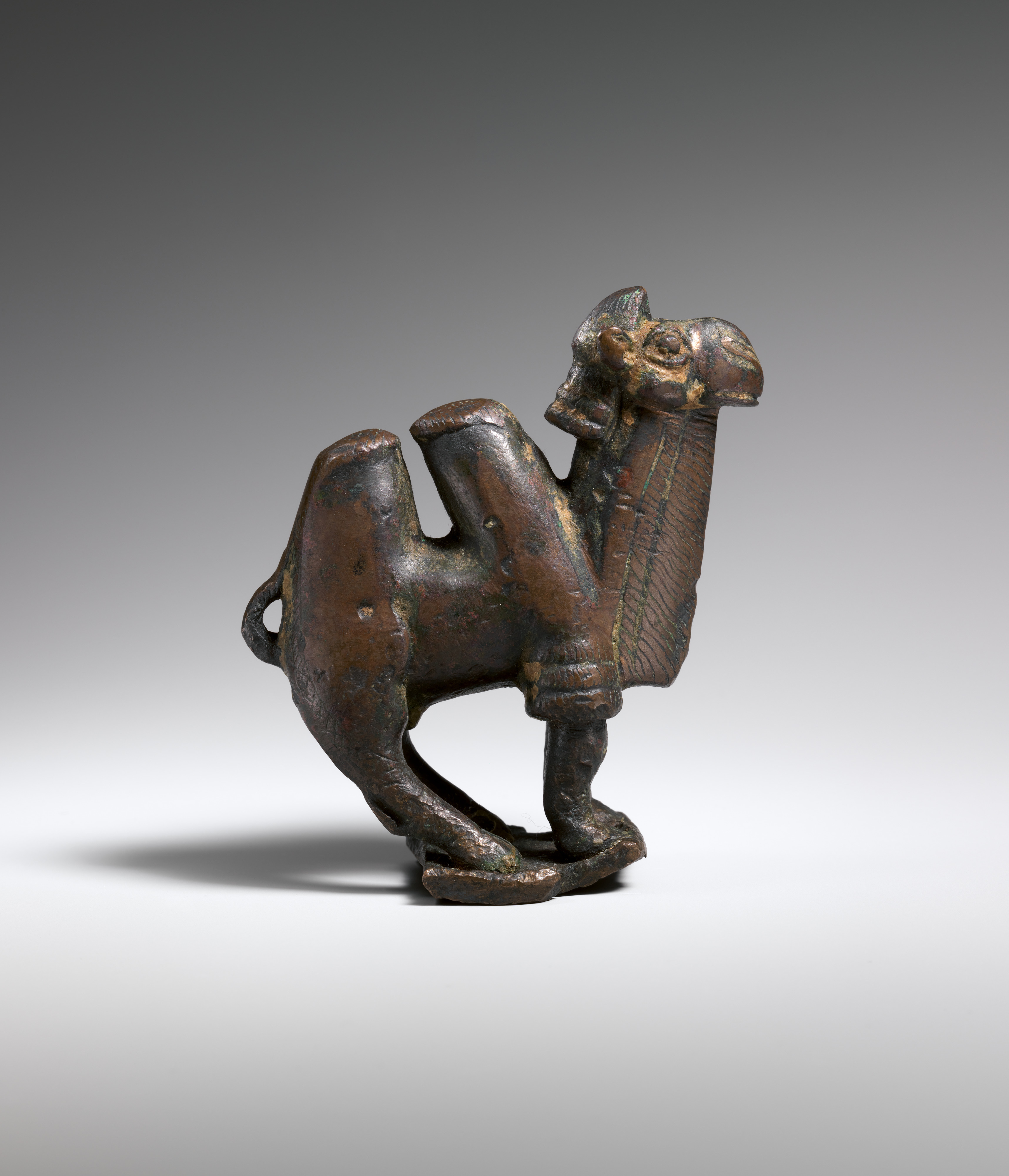
Figura de camelo; final do III milênio-início do II milênio; liga de cobre; 8.89 cm; Museu Metropolitano de Arte.
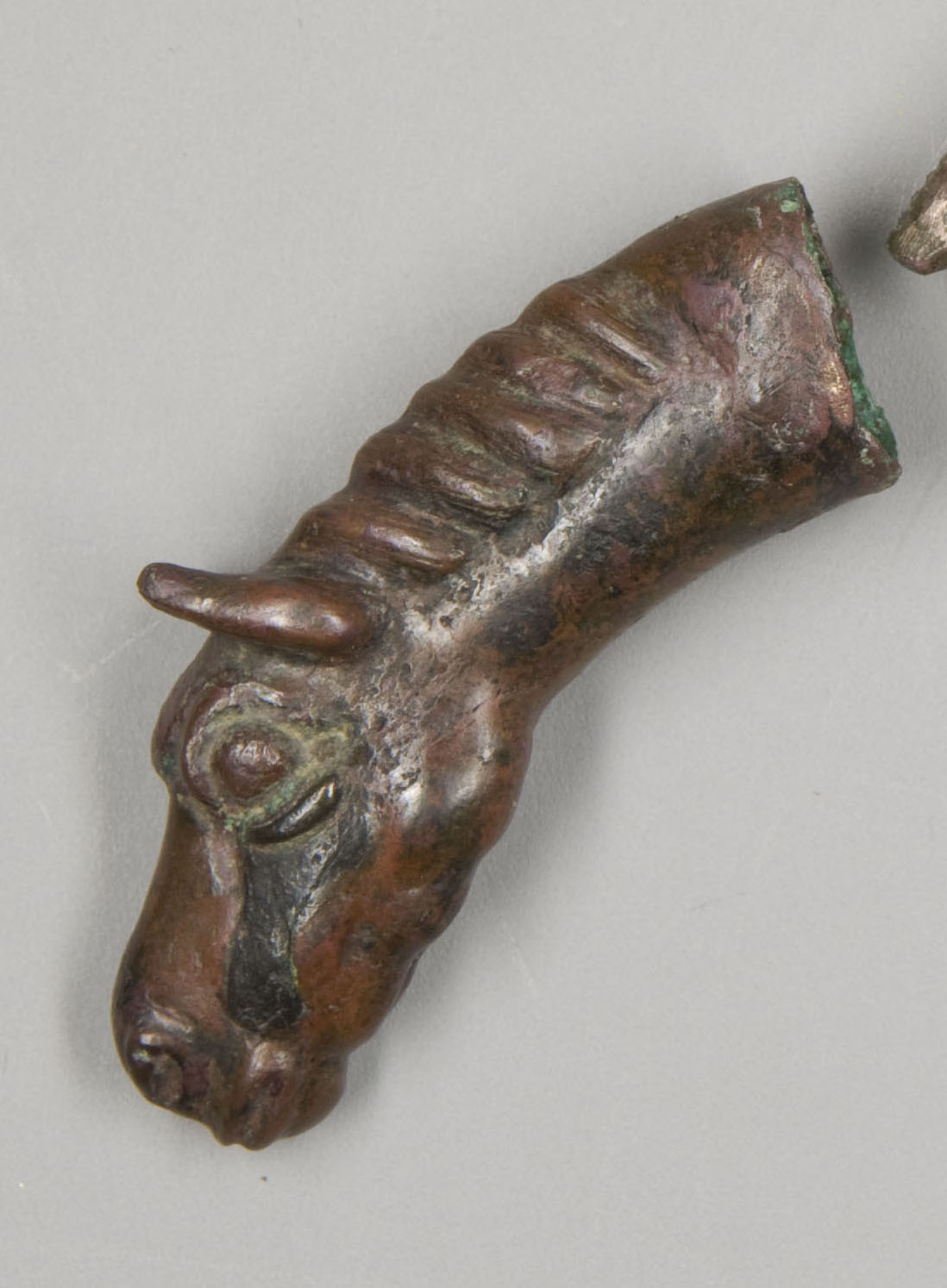
Cabeça de machado; final do III milênio-início do II milênio; liga de cobre;  2.8 cm x 7.2 cm x 1.8 cm; Museu Metropolitano de Arte.
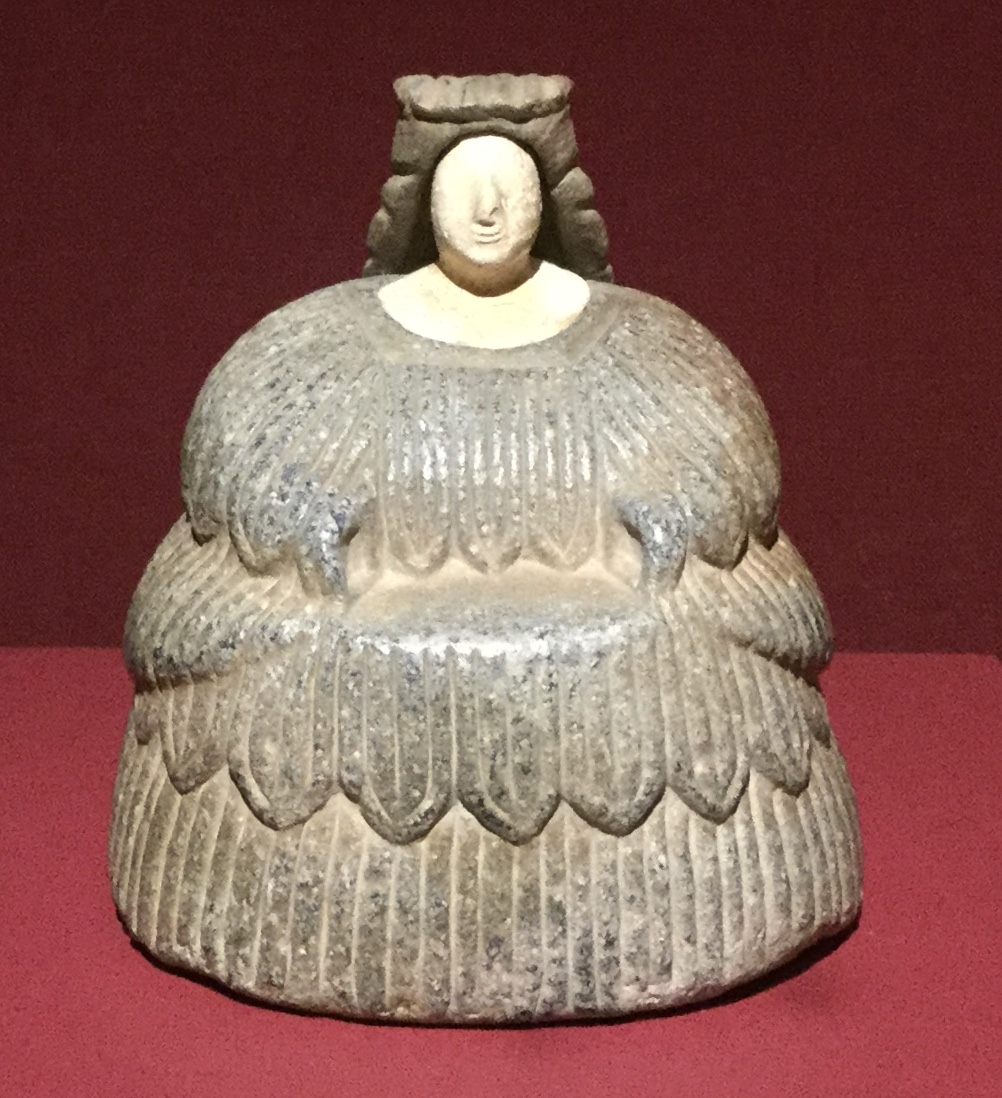
Figura feminina
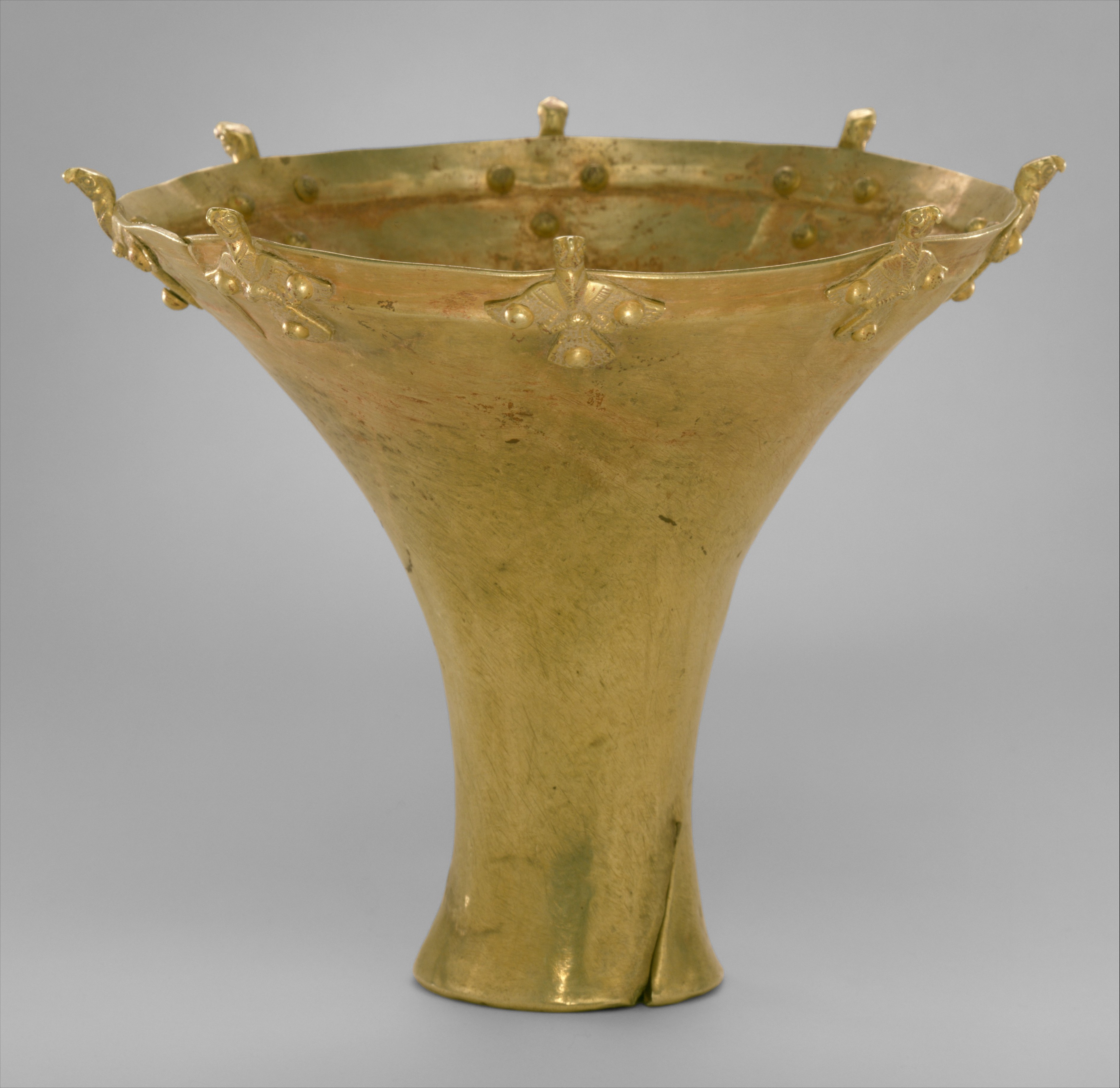
Taça com pássaros na borda; final do III milênio-início do II milênio; electrum; 12 cm x 3.3 cm x 4.5 cm; Metropolitan Museum of Art
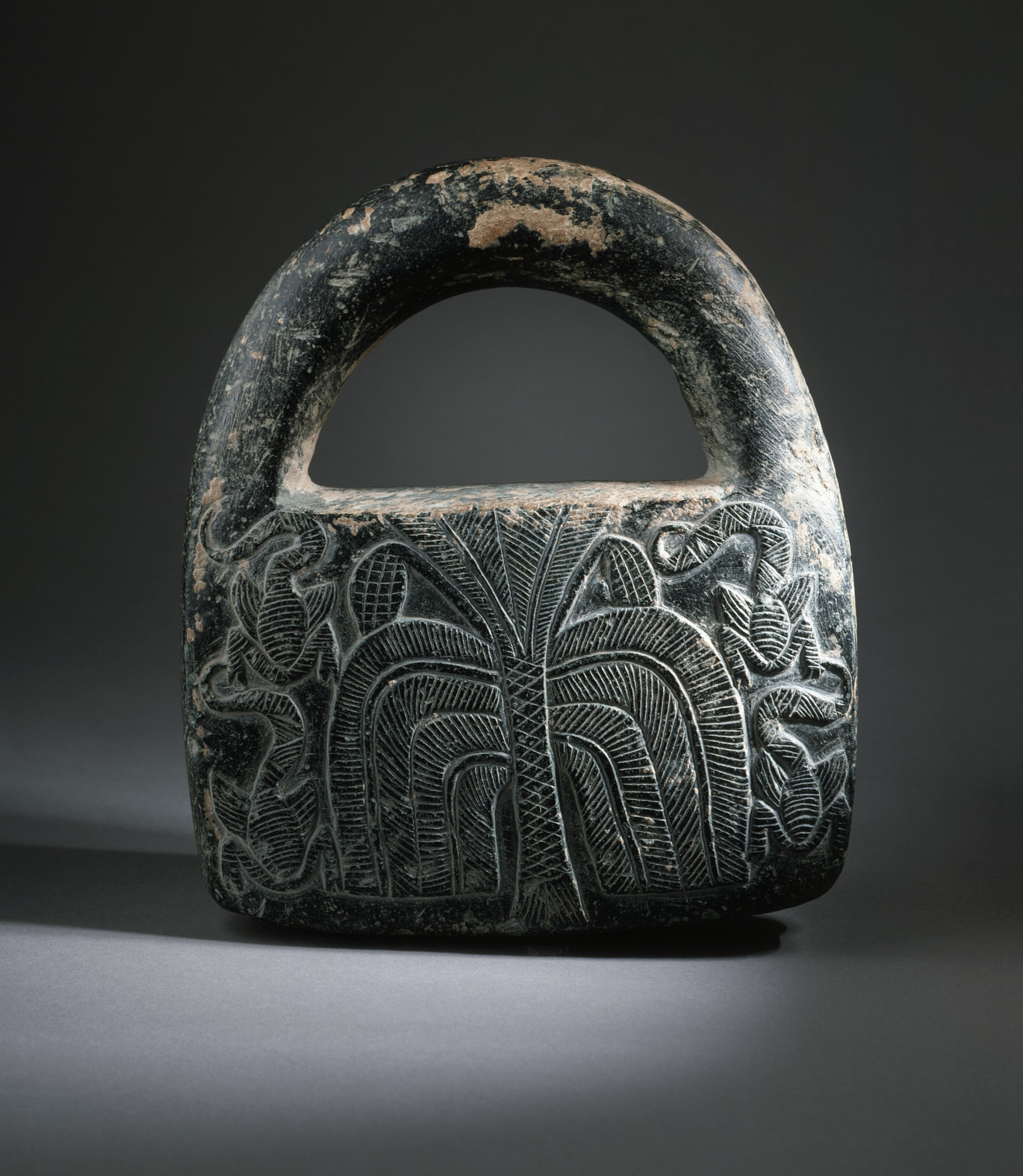
Peso com alça; final do III milênio-início do II milênio; clorite; 25.08 x 19.69 x 4.45 cm; Los Angeles County Museum of Art.
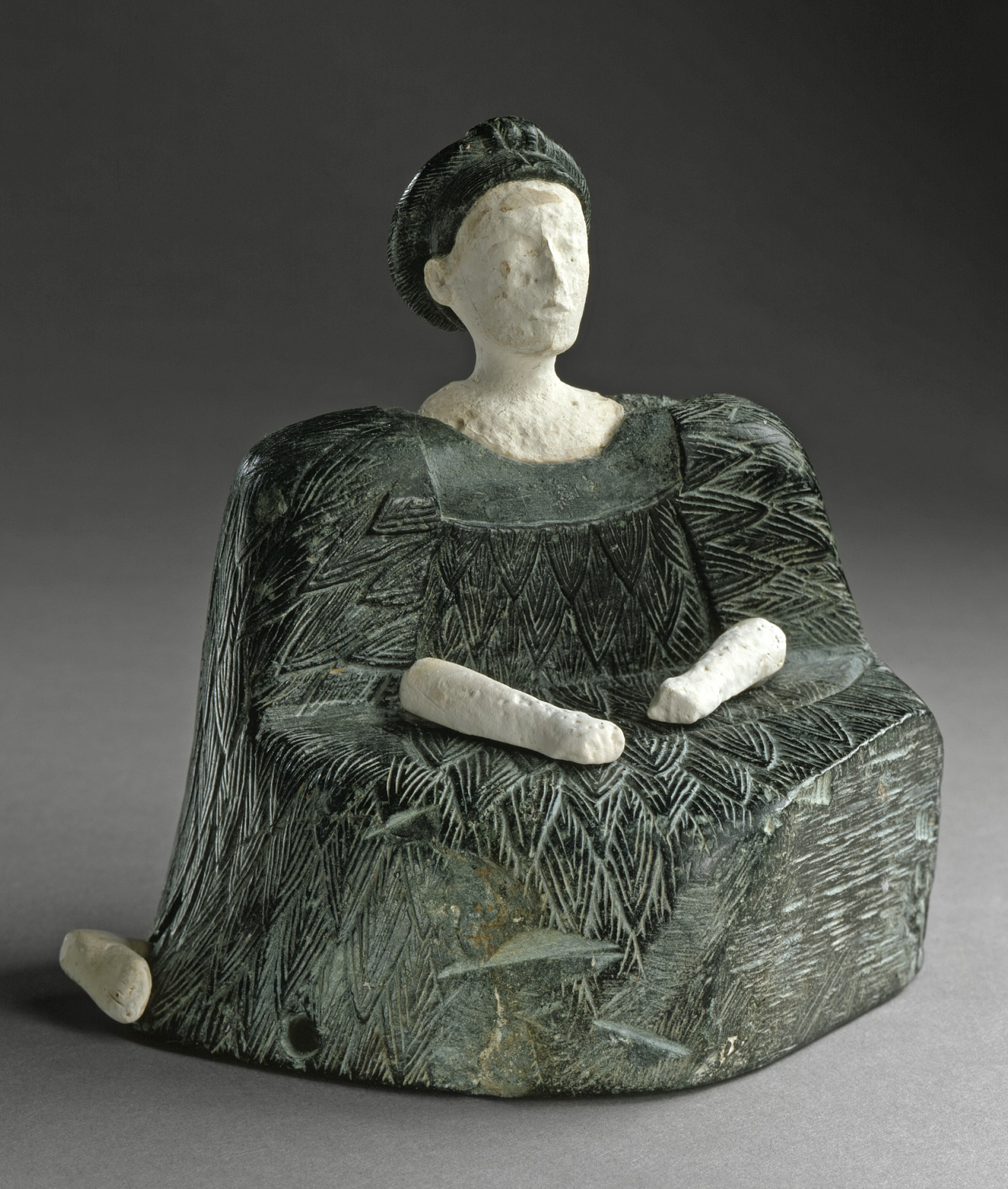
Figura feminina
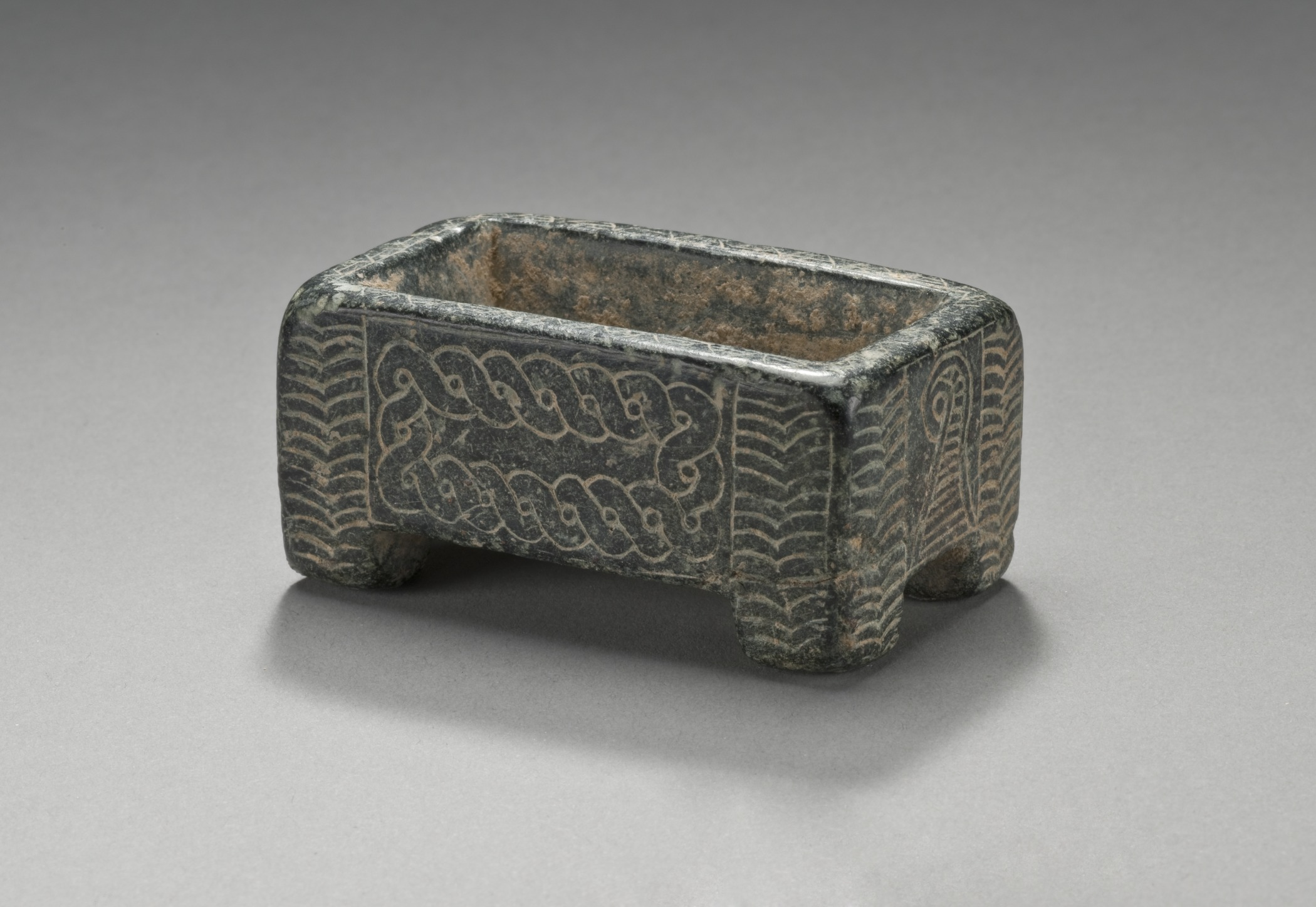
Recipiente com padrão guilloché; 2000–1500 a.C.; clorite; 3.33 x 6.67 x 3.81 cm; Los Angeles County Museum of Art

### Religião
É difícil identificar locais com função religiosa, apesar da categorização de algumas construções como "templos". Espaços que remetem a evidência de uso religioso são geralmente salas específicas, com nichos na parede e revestimento branco, ou restos de cinzas e lareiras. Nessas salas, encontram-se bancos com cavidades para conter jarros, nos quais foram encontrados restos de grãos de cânhamo, papoula e éfedra. Devido a isso, tais ambientes foram interpretados por Viktor Sarianidi como sendo locais ritualísticos, consagrados à prensa da bebida do haoma ou soma. Tubos de ossos com motivos de olhos também foram considerados como tendo sido utilizados para essa bebida. Porém, essas salas podem ter tido na verdade outros usos cotidianos, como de banheiros ou fabricação de bebidas alcoólicas, e mesmo o suposto uso alucinógeno dessas plantas não necessariamente caracteriza um uso religioso apenas de civilizações indo-arianas: práticas do tipo são bastante difundidas, no xamanismo ou no uso cerimonial de bebidas, por exemplo. As cinzas e lareiras também não se tratam necessariamente de vestígios de culto ou "templos de fogo", podendo meramente indicar locais de outras funções, como cozinhas.
Sarianidi, com intenção nacionalista, popularizou a afirmação de que o complexo foi o berço do zoroastrianismo, em que existia o que ficou chamado de "protozoroastrianismo". A região de Margiana foi considerada como sendo local de origem dos magos dessa religião, hipoteticamente considerados como tendo sido reformados por Zoroastro, e por Victor H. Mair como sendo especialistas rituais que posteriormente teriam se espalhado à Pérsia ou até mesmo à China. Porém, as interpretações de Sarianidi nesse quesito foram consideradas extrapoladas e não científicas, pois suas descobertas arqueológicas para esse contexto religioso não foram registradas e acabaram sendo destruídas. Atualmente, essa hipótese é considerada uma fantasia histórica sem suporte de evidências.
O que mais indica fortemente o uso religioso são estruturas rituais de libação, com traços de fogo, presença de leite, gordura e vasos virados, em um possível culto ctônico ou funerário. Rituais cúlticos envolvendo líquidos são sugeridos pela presença de recipientes decorados com relevos mitológicos, além de estatuetas carregando jarros (como o grupo do "balafré" e o do "jovem ajoelhado"). Colunas de pedra agargaladas são caracteristicamente encontradas em todo território da civilização do Oxo e podem ter sido também objetos cúlticos.
Incontestavelmente vistos como locais de culto são terraços elevados, semelhantes a zigurates.

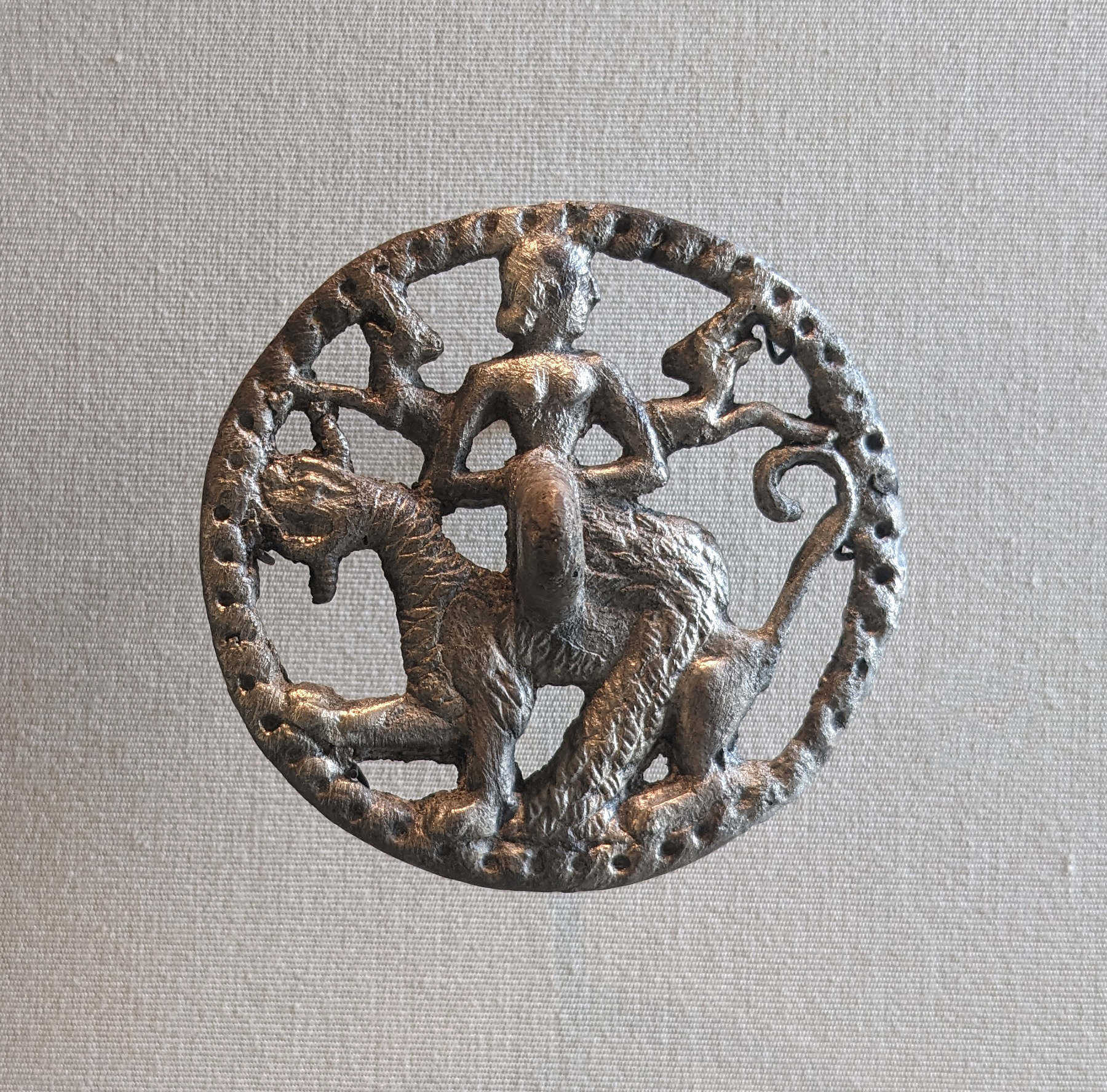
Selo com deusa rodeada por animais e sentada sobre dragão leonino com escamas de réptil e corno (2.000-1.800 a.C.); há outras variações em que a deusa pode aparecer alada também.

Franfcort afirma que o culto e panteão da civilização de Oxo são desenvolvimentos locais, apesar de traços próximos da civilização elamita; mas não exclui a interação indo-iraniana ou indo-europeia, que pode não ter deixado tanta presença cultural visível. Ele declara: "O sistema simbólico da civilização Oxus de um universo mitológico eurasiano mais geral de origem muito antiga, que pode ser denominado xamânico". O panteão da civilização do Oxo pode ser conhecido parcialmente pela glíptica, ourivesaria e escultura e gravura em pedra. A grande parte de seus estilos ou motivos são locais ou de influência mesopotâmica, mas não indicam simplesmente uma extensão da mitologia do Oriente Médio. Francfort distingue três figuras divinas principais―uma deusa feminina, um herói-pássaro de rapina e um dragão, divididos hierarquicamente conforme as cenas narrativas deduzidas de gravuras: a deusa representa uma "Senhora das Feras", que dá origem à vegetação, ao gado, cabra, íbex, e à caça. O herói ornitocéfalo e o dragão estão a um nível inferior em relação a ela, e o herói combate o dragão, retratado por vezes como alado, com corno e características de leão, serpente e escorpião. Francfort considera nisso um fundo mítico arcaico eurasiano, mas não necessariamente indo-iraniano ou indo-europeu, pois aqui na civilização do Oxo a deusa da natureza e fecundidade rege, e o dragão não é morto, o que aparentemente se distingue de motivos indo-europeus.
O sistema hierárquico tripartido encontrado por Francfort repete-se também nas cenas narrativas da ordem humana, em que os homens aparecem junto às representações dos deuses com as vestes equivalentes de cada grau. Há uma gradação de subordinação por idade, em que os anciãos estão no topo, os de meia-idade realizam atividades produtivas, e os jovens sem barba, no nível mais inferior, são mostrados auxiliando o grau acima. Raramente um deus masculino (considerado a forma antropomórfica do herói ou deus com cabeça de águia) aparece na primeira ordem junto à Grande Deusa; a divindade águia (no primeiro ou segundo nível) aparece lutando com e dominando cobras. Há representações que indicam repartição do universo em níveis, como seres de céu, terra e submundo.
O dragão ou serpente aparecem em cilindros se erguendo a partir da superfície de montanhas ou águas e sobrevoando por animais. Segundo Francfort, a luta do herói com o dragão não indica um evento linear de morte, mas de metamorfose, conforme uma percepção da natureza cíclica do tempo. O dragão representaria um mito sazonal da primavera, à qual a deusa também poderia se associar, pois é a estação das chuvas, das cheias dos rios e da fecundidade.
Um dragão-leão ou unicórnio, com corpo de felino e cabeça de cobra, é específico das civilizações do Oxo e do Indo, e foi transmitido à iconografia persa e chinesa.
Um selo cilíndrico de Togolok Tepe retrata macacos dançando e tocando instrumentos, e pode, segundo Francfort, remeter a pessoas fantasiadas com trajes em uma cerimônia xamanística.

As deusas, por vezes chamadas de "princesas bactrianas", feitas de calcário, clorite e argila e frequentemente representadas junto a criaturas, refletem a sociedade agrária da Idade do Bronze e a observação da vida animal, enquanto o extenso corpus de objetos de metal aponta para uma sofisticada tradição de trabalho em metal. Francfort se inclina a considerar essas estatuetas femininas como sendo uma divindade, e não princesas, pois não há contraparte masculina de representação da realeza. Essa deusa se associa à água e ao ciclo da natureza, reinando pacificamente sobre animais, plantas e criaturas míticas. São representadas com um toucado característico. Seu gaunaca longo, identificando maior status, é típico de civilizações mesopotâmicas; porém a diferença na representação da CABM é que o peito até a cintura está descoberto, com seios à mostra.

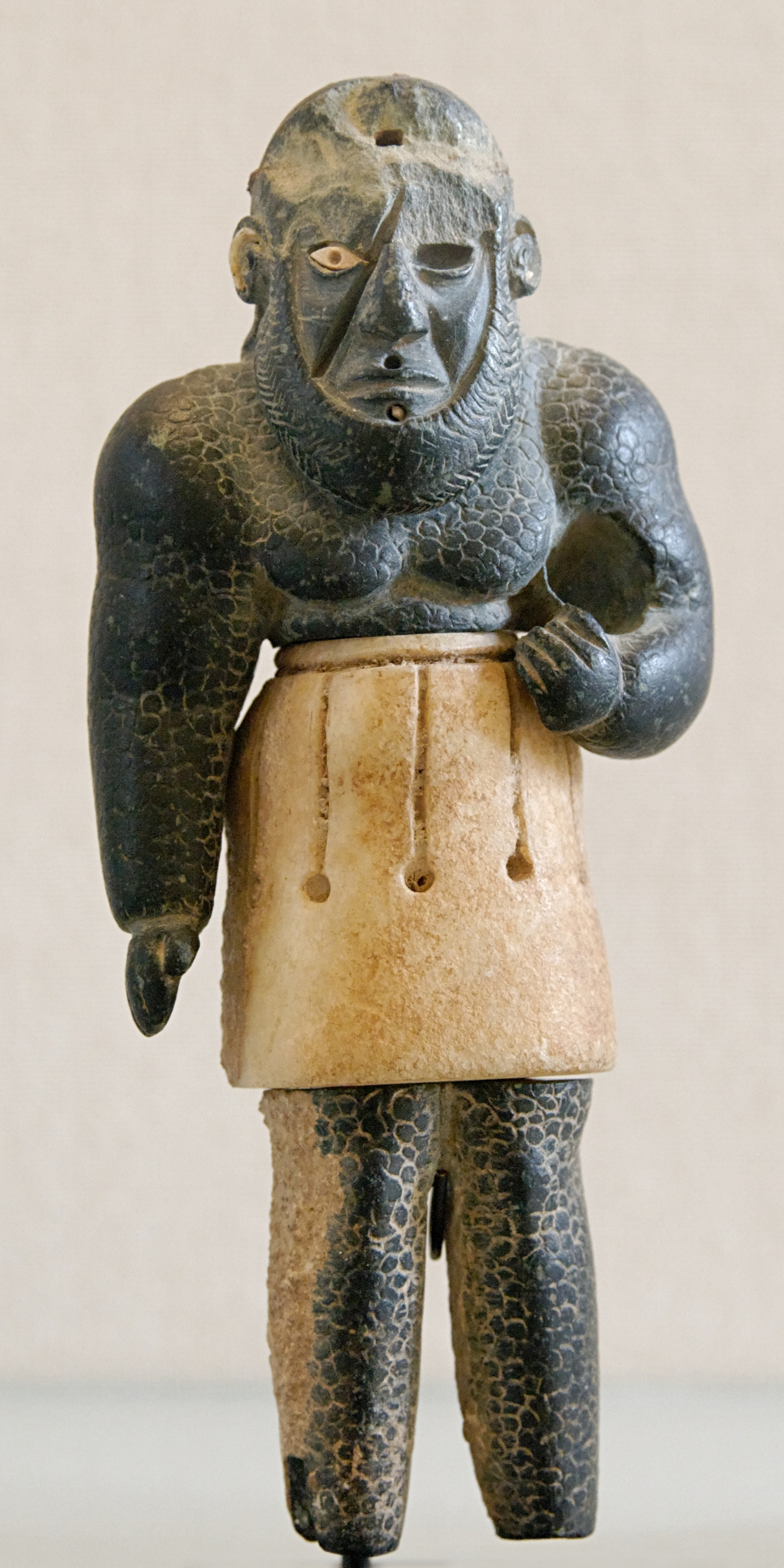
Um balafré do final do III milênio a.C.

Às vezes ela possui asas, que sugerem uma conotação celeste, ou que aparecem substituídas em formato por animais ladeando a deusa a partir de seus ombros, como cabras e dragões quadrúpedes. Isso possivelmente indica um atributo de transmutação de suas asas e de seu poder criativo de animais e plantas (ela é uma deusa particularmente associada também à tulipa), evidenciando forte caráter teriantrópico. Sua associação com a serpente e dragão pode simbolizar um eixo que a deusa representa em domínios de dualidade ou de transformação na natureza. Pela sua associação às águas subterrâneas e às cobras, e por suas estatuetas serem encontradas em enterros, ela também é tida como uma senhora do submundo.
Há outro grupo de estatuetas que representa um homem com pele de réptil, cicatriz profunda na face e segurando um pote, alcunhadas balafrés ("cicatrizados"). André Parrot descartou que ele represente uma divindade, mas considera que talvez seja um personagem mítico ou um herói, e que a cicatriz pode ser resultado de algum ritual de magia simpática. Agnès Spycket considera-o um herói histórico da civilização, em torno do qual surgiu um culto. Francfort afirma que ele faz parte de uma classe de imagens que representa dragões antropomórficos monstruosos, com o que Michael Witzel também concorda. Francfort também o chama de "diabo com cicatriz na face", e interpreta a escarificação como mais provavelmente uma forma de conjurar malefício. Outra interpretação inclui considerar o balafré como o alter ego masculino da Deusa, em que esta dominaria as formas "cicatrizadas" do dragão, e as cicatrizes simbolizariam a regulação das cheias, das quais os balafrés seriam guardiães: ora maléficos, contendo-as nas estações de cheia; ora benéficos, liberando-as. Nota-se, nessa hipótese, que a distribuição do material das estatuetas dos balafrés se apresenta invertida em relação às da Deusa: enquanto esta tem vestes de serpentina e corpo de calcita, no balafré ocorre o contrário. O balafré também já foi referido como um gênio, e a dominação pela deusa também pode estar representada pela marca de um prego na boca dele.

### Arquitetura
Sarianidi considera Gonur a "capital" do complexo de Margiana durante a Idade do Bronze. O palácio do norte de Gonur mede 150 metros por 140 metros, o templo de Togolok 140 metros por 100 metros, o forte de Kelleli 3.125 metros por 125 metros e a casa de um governante local em Adji Kui 25 metros por 25 metros. Cada uma dessas estruturas formidáveis foi extensivamente escavada. Embora todos tenham impressionantes muralhas, portões e contrafortes, nem sempre é claro por que uma estrutura é identificada como templo e outra como palácio. Mallory salienta que os assentamentos fortificados da CABM como Gonur e Togolok se assemelham ao qila, o tipo de forte conhecido nesta região no período histórico. Podem ser circulares ou retangulares e ter até três paredes envolventes. Dentro dos fortes estão bairros residenciais, oficinas e templos.
Extensos sistemas de irrigação foram descobertos no Oásis Geoksiur.

### Escrita
A descoberta de um único e minúsculo sinete de pedra (conhecido como "selo de Anau") com marcações geométricas no sítio CABM em Anau, no Turcomenistão, em 2000, levou alguns a afirmar que o complexo báctrio-margiano também havia desenvolvido a escrita e, portanto, pode de fato ser considerada uma civilização alfabetizada. Possui cinco marcações semelhantes aos caracteres chineses de selo pequeno. A única correspondência com o selo de Anau é um pequeno sinete de azeviche de formato quase idêntico de Niyä (perto da moderna Minfeng) ao longo do sul da Rota da Seda em Xinjiang, um sítio originalmente considerado da dinastia Han Ocidental, mas agora datado de 700 a.C. Embora os arqueólogos soviéticos tenham as interpretado como protoescrita, Massimo Vidale afirma que provavelmente eram símbolos religiosos, e que a civilização do Oxo era iletrada, com exceção de algumas inscrições encontradas em elamita linear e caracteres da civilização do Indo em alguns selos de Gonur.

## Interações arqueológicas com culturas vizinhas
Materiais da CABM foram encontrados na civilização do Vale do Indo, no Planalto Iraniano, e no Golfo Pérsico. As descobertas nos locais da CABM fornecem mais evidências de contatos comerciais e culturais. Eles incluem um selo cilíndrico do tipo elamita e um selo harapano estampado com um elefante e escrita do Indo encontrado em Gonur-depe. A relação entre Altyn-Depe e o Vale do Indo parece ter sido particularmente forte. Entre os achados estavam dois selos harapanos e objetos de marfim. O assentamento harapano de Shortugai, no norte do Afeganistão, às margens do Amu Dária, provavelmente serviu como estação comercial.
Há evidências de contato sustentado entre a CABM e as estepes da Eurásia ao norte, intensificando-se em c. 2000 a.C. No delta do Amu Dária onde desemboca no Mar de Aral, as suas águas foram canalizadas para a agricultura de irrigação por povos cujos restos mortais se assemelham aos dos nómadas da cultura de Andronovo. Isto é interpretado como a fixação de nômades à agricultura, após contato com a CABM, conhecida como cultura de Tazabagíabe. Por volta de 1900 a.C., os centros murados da CABM diminuíram drasticamente de tamanho. Cada oásis desenvolveu seus próprios tipos de cerâmica e outros objetos. Também a cerâmica da cultura de Tazabagíabe-Andronovo, ao norte, apareceu amplamente na zona rural bactriana e margiana. Muitas fortalezas da CABM continuaram a ser ocupadas e a cerâmica com incisão grosseira de Tazabagíabe-Andronovo ocorre dentro delas (junto com a anterior cerâmica da CABM), bem como em acampamentos pastorais fora das paredes de tijolos de barro. Nas terras altas acima dos oásis bactrianos no Tadjiquistão, cemitérios kurgan do tipo de Vaksh e Bishkent apareceram com cerâmica que misturava elementos das tradições tardias da CABM e Tazabagíabe-Andronovo. Também em locais do sul da Bactriana, como Sappali Tepe, são observadas ligações crescentes com a cultura de Andronovo. Durante o período de 1700 a 1500 a.C., os artefatos de metal de Sappali Tepe derivam da cultura Tazabagíabe-Andronovo.
Novas pesquisas na região do Murgabe, em escavações nas muralhas defensivas de Adji Kui 1, mostraram pastores presentes e vivendo nos limites da cidade, já na segunda metade da Idade do Bronze Médio (c. 2.210–1960 a.C.), coexistindo com a população da CABM que vivia na 'cidadela'.
Migrações do povo da CABM ocorreram no Baluchistão entre 2.000–1.900 a.C., onde foi encontrado todo seu complexo cultural. Objetos da CABM são encontrados do Vale do Indo até o Rajastão e Gujarate. A chegada de uma nova civilização na fase Ghalegay IV do Gandara, junto com uma das evidências mais iniciais da presença da domesticação do cavalo no sul asiático, foi também conectada a ela, pois aparecem cerâmicas e formas de enterro típicas da CABM foram introduzidas e espalhadas na região. Os enterros da Ghalegay V também são comparáveis aos da civilização dos vales do Vaksh e Beshkent, que constituem uma fusão de uma variante da CABM com cultura Andronovo. Palavras indo-iranianas cujo substrato indica estrangeirismo e que são encontradas no Rigueveda podem ter sido importadas por intermédio do povo da CABM e seu contato com outras culturas.
Segundo Asko Parpola, a presença da CABM se estende também até ao Norte do Irã, Síria e Anatólia, conforme a evidência de traços icônicos (como o camelo báctrio de duas corcovas); a presença da carruagem puxada a cavalo; e trombetas de ouro, prata e cobre, também encontradas na Báctria e Margiana, provavelmente para dar sinais de direção de carruagem. A elite indo-iraniana de Mitani, chegada em 1.600 a.C. e que estabeleceu supremacia regional, pode ser conectada pelo tipo de cerâmica e cronologicamente a Tepe Hissar III e à CAMB; esses indo-iranianos de Mitani foram provavelmente os introdutores da expertise no uso das carros de cavalo em guerra no Crescente Fértil por volta de 1500 a.C.

## Relacionamento com indo-iranianos
O complexo Báctria–Margiana tem atraído a atenção como candidato para aqueles que procuram as contrapartes materiais dos indo-iranianos, um importante ramo linguístico que se separou dos protoindo-europeus.
Por exemplo, Sarianidi defendeu a identificação do complexo como indo-iraniano, descrevendo-o como o resultado de uma migração do sudoeste do Irã. Material báctrio-margiano foi encontrado em Susa, Shahdad e Tepe Yahya no Irã.[carece de fontes?]
Em contraste, Lamberg-Karlovsky não viu isso como evidência de que o complexo se originou no sudeste do Irã. "Os materiais limitados deste complexo são intrusivos em cada um dos locais do planalto iraniano, assim como nos locais da Península Arábica."
Mallory e Adams (1997) associaram as culturas de Andronovo, do CABM e de Yaz às migrações indo-iranianas, escrevendo,

"Tornou-se cada vez mais claro que, se quisermos defender as migrações indo-iranianas das terras das estepes do sul para os assentos históricos dos iranianos e dos indo-arianos, essas culturas das estepes foram transformadas à medida que passaram através de uma membrana do urbanismo da Ásia Central. O fato de os produtos típicos das estepes serem encontrados em locais do CABM e de o material intrusivo do CABM ser subsequentemente encontrado mais a sul, no Irã, Afeganistão, Nepal, Índia e Paquistão, pode sugerir então o movimento subsequente de falantes do indo-iraniano depois de terem adotado a cultura do CABM."
Asko Parpola (1998) propôs a hipótese de que uma elite indo-ariana das estepes do norte teria tomado liderança da CABM, possivelmente de forma pacífica, o que poderia explicar a mudança do dinamismo e agressividade na fase urbana da civilização do Oxo. A partir disso, a expansão da CABM à Síria e ao Sudeste Asiático explicaria a chegada das línguas indo-iranianas nessas regiões na metade do segundo milênio a.C. Pode ter ocorrido de forma semelhante com ao reino de Mitani alguns séculos mais tarde, dominada por uma elite falante de protoindo-iraniano. Os traços arqueológicos são de fato consistentes com a difusão linguística do ramo indo-iraniano em direção ao sul, mas outros estudiosos apontaram que a chegada de um povo indo-iraniano pode ter ocorrido de forma violenta, conforme sugerem as fortificações encontradas tanto do lado das civilizações das estepes, quanto daquele da CABM.
Parpola afirma que uma onda de migrantes indo-arianos teria chegado por volta de 2000 a.C. ou até antes, podendo ser responsáveis pela introdução do cavalo, camelo e da carruagem de bois na fase urbana. Fred Hiebert (1995) e Mallory (1998) também afirmam a hipótese de a CABM ser a melhor candidata para a introdução de falantes do indo-iraniano nas regiões iranianas e asiáticas ao sul, mas Francfort (2005) considera que indo-iranianos regiam o complexo apenas na fase pós-urbana, enquanto a fase urbana seria dominada por uma cultura "transelamita".
Anthony (2007) vê a cultura como iniciada por agricultores na tradição neolítica do Oriente Próximo, mas infiltrada por falantes indo-iranianos da cultura de Andronovo em sua fase tardia, criando um híbrido. Nesta perspectiva, o protoindo-ariano desenvolveu-se dentro da cultura composta antes de se deslocar para o sul, para o subcontinente indiano..

### Possível evidência de um substrato da CABM em indo-iraniano
Conforme argumentado por Michael Witzel e Alexander Lubotsky, existe um substrato proposto em protoindo-iraniano que pode ser plausivelmente identificado com a língua original da CABM. Além disso, Lubotsky aponta um maior número de palavras aparentemente emprestadas da mesma língua, que só são atestadas em indo-ariano e, portanto, evidências de um substrato em sânscrito védico. Ele explica isso propondo que os falantes do indo-ariano provavelmente formaram a vanguarda do movimento no centro-sul da Ásia e muitos dos empréstimos da CABM que entraram no iraniano podem ter sido mediados pelo indo-ariano.:306 Michael Witzel salienta que o vocabulário emprestado inclui palavras da agricultura, da vida nas aldeias e cidades, da flora e da fauna, do ritual e da religião, fornecendo assim provas da aculturação dos falantes do indo-iraniano no mundo da civilização urbana.

### Cavalos
Nas escavações em Gonur Depe, em uma cova forrada de tijolos, sepultura número 3.200 da necrópole real, foi encontrado um esqueleto de cavalo do período I, datado de cerca de 2.200 a.C., junto com uma carroça de madeira de quatro rodas com aros de bronze. O arqueólogo Julio Bendezu-Sarmiento, mencionando o artigo de N. A. Dubova (2015), comenta que se tratava de um "esqueleto quase completo de um potro" apoiado na carroça com "rodas circundadas por faixas de bronze" e datado por radiocarbono de 2.250 a.C. Portanto, ele considera que este cavalo e a carroça são "um século e meio anteriores" a sepultamentos semelhantes da cultura de Sintashta. Uma estatueta de pedra que parece ser um cavalo com sela foi encontrada no enterro número 3.210 também na necrópole real e foi relatada por Sarianidi em 2005, e no enterro foram encontradas 3.310 partes do corpo de um garanhão: o garanhão não tinha cabeça, garupa e cauda, e foi considerado um enterro de culto para um cavalo doméstico pelo arqueólogo em sua publicação de 2008.

## Genética
Narasimshan et al. (2018) não encontraram contribuições genéticas essenciais da CABM em sul-asiáticos posteriores.

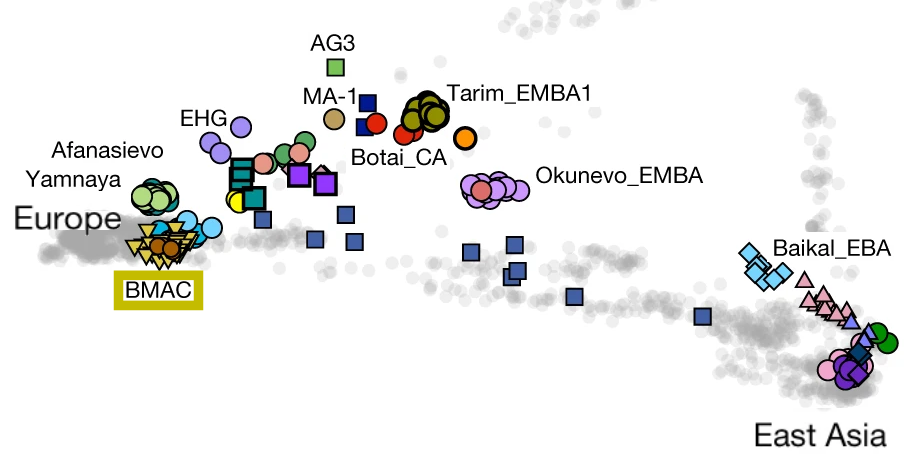
Proximidade genética do Complexo Arqueológico Bactria-Margiana com populações antigas (coloridas) e modernas (cinzentas). Análise de componentes primários (detalhe).

Em 2019, Narasimhan e coautores analisaram esqueletos da CABM dos sítios da Idade do Bronze de Bustan, Dzharkutan, Gonur Tepe e Sappali Tepe. Os espécimes masculinos pertenciam principalmente ao haplogrupo J, especificamente J* (3/26), J1 (1/26), J2 (7/26), bem como G (2/26), L (2/26), R2 (3/26), R1b (1/26), R* (2/26), H1a (1/26), P (1/26), Q (1/26), T (1/26) e E1b1b (26/01).
A população da CABM derivou em grande parte de povos locais anteriores da Idade do Cobre que, por sua vez, eram parentes de agricultores pré-históricos do planalto iraniano e, em menor grau, dos primeiros agricultores da Anatólia, bem como de caçadores-coletores da Sibéria Ocidental, e que não contribuíram substancialmente para populações posteriores mais ao sul, no Vale do Indo. Eles não encontraram nenhuma evidência de que as amostras extraídas dos sítios do CABM derivassem qualquer parte de sua ancestralidade do povo iamnaia, que está associado aos protoindo-europeus na hipótese Kurgan, a teoria mais influente sobre a pátria protoindo-europeia. Algumas amostras periféricas já carregavam ancestrais significativos do tipo iamnaia, em linha com a expansão para o sul dos pastores das estepes ocidentais em direção ao sul da Ásia. As culturas seguintes, especificamente a cultura de Yaz, foram caracterizadas por uma combinação de ancestrais da CABM e de Yamna/caçadores-coletores da Sibéria Ocidental, e associadas aos primeiros indo-iranianos.
Um recente estudo genético de autoria de Perle Guarino-Vignon et al., publicado em 2022, confirma a mistura entre grupos locais da CABM e populações relacionadas a Andronovo, no final da Civilização do Oxo. Este artigo considera os atuais tadjiques e yaghnobis como descendentes diretos das populações da Ásia Central da Idade do Bronze e do Ferro, derivando ascendência dos grupos iamnaias (Pastores das Estepes Ocidentais) e da CABM (iranianos neolíticos), e mostrando continuidade genética com os indo-iranianos.

## Locais

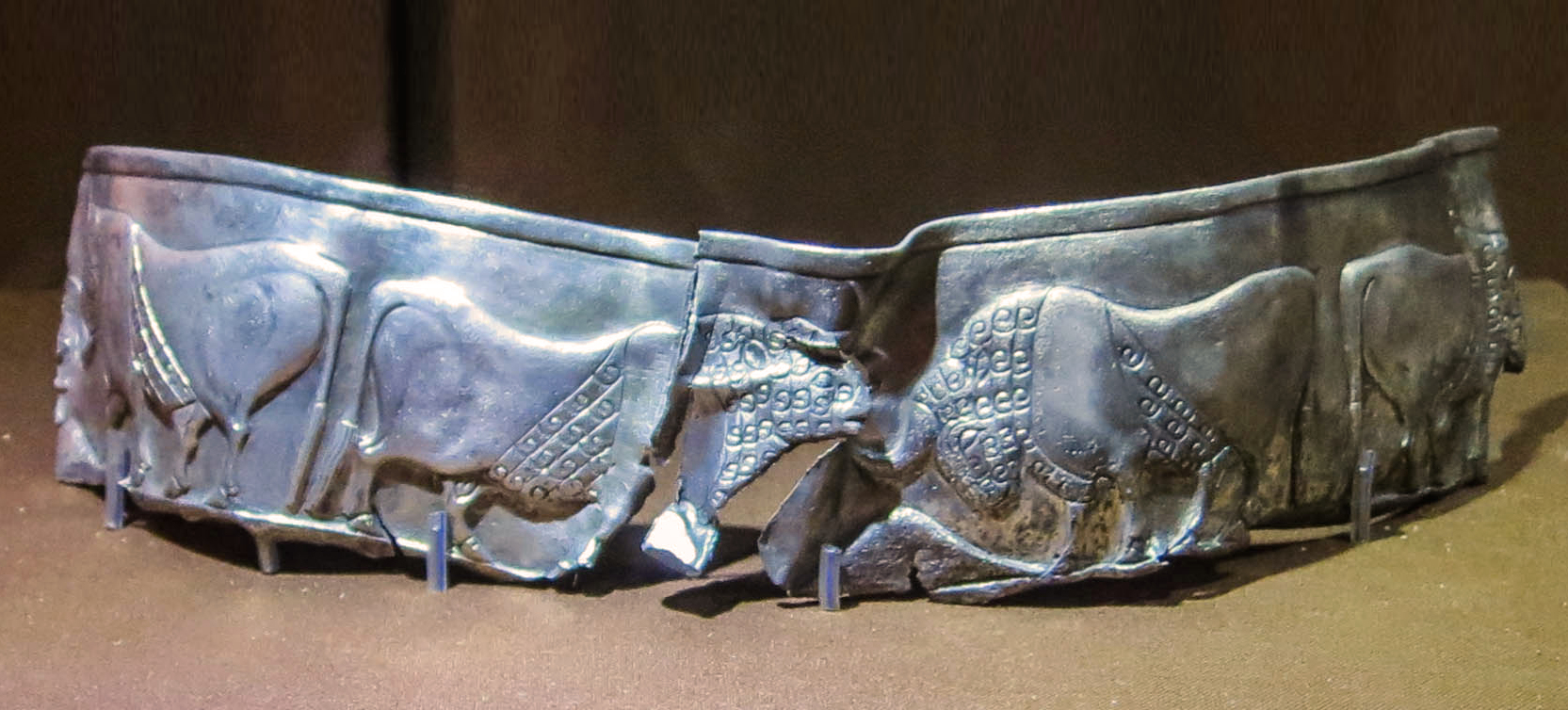
Fragmento da tigela Tepe Fullol, III milênio a.C., Museu Nacional do Afeganistão.

No Afeganistão
- Dashli, província de Jowzjan
- Khush Tepe (Tepe Fullol)

No Turcomenistão
- Altyndepe
- Gonur Tepe
- Jeitun
- Namazga-Tepe
- Togolok 21
- Ulug Depe
- Berdysyčran-depe

No Uzbequistão
- Ayaz Kala
- Djarkutan
- Koi Krylgan Kala
- Sapali tepe
- Toprak-Kala